# リアルクリアポリティクス
リアルクリアポリティクス（RealClearPolitics、RCP）は、2000年に元オプショントレーダーのジョン・マッキンタイアと元広告代理店の顧客担当者のトム・ビーバンが創設した政治ニュースサイトおよび世論調査データ収集サイト。このサイトでは、さまざまなニュース出版物から選ばれた政治の報道記事や論説に加えて、サイト独自の投稿者による解説も掲載している。2008年、創設者達は彼らの目標はサイトの解説セクションで読者に「イデオロギーの多様性」を与えることであると述べた。RCPは中道右派と言われている。このサイトでは、選挙シーズン中の世論調査データを収集し公開している 。 

## 起源と哲学

### 起源
本サイトは、シカゴ・オプション取引所の元トレーダーであるマッキンタイアと、元広告代理店の顧客担当者のビーバンによって2000年に設立された。マッキンタイアは、「この質の高い情報を全てまとめたオンラインの場所がなければならないほど複雑ではなかった」と説明した。彼らは自分たちがしていることを「インテリジェント・アグリゲーション」と呼んでいる。このサイトは、最初にオンラインになって以来、選挙シーズンに向けて一気に成長を遂げている。 同社の業務を行う人員は、当初の2人体制から同社の主力であるRealClearPoliticsと10の小規模なサイトを監理する24名以上の常勤スタッフにまで拡大した。 

### 哲学
『プリンストン同窓会ウィークリー』の2001年の記事では、「選ばれた記事は常にマッキンタイアとビーバンの政治的傾向を示しており、彼らはそれについて臆面もなく率直な姿勢を示している」と指摘している。マッキンタイアは、「私の関心は社会問題よりも課税と支出に向いているため、私はあまり熱心な共和党員ではない…しかし、私は断じて自分の財産をどうするかを政府に指図されたくはない…それでも、私たちが選んだトピックは最新のものなので、どんな政治中毒者でも、リベラルであっても、私たちのサイトを楽しめるだろう」と語っている。 
2003年の保守系の雑誌『Human Events』のインタビューで、マッキンタイアはウェブサイトの背後にある哲学を「自由」と「常識的な価値観」に基づいていると説明した。ビーバンは、「私達はこの問題について議論することは非常に重要だと考えている。私達はさまざまな意見を掲載している」と述べた。彼はさらに「私達は全ての保守派が抱いているフラストレーションを持っている」とし、それは「メディアにおける保守派、宗教保守派、（そして）キリスト教保守派に対する偏見」であると述べた。 
2004年のタイム誌の記事で、パトリック・スタックはウェブサイトの解説セクションを「右寄り」と評した。 
2008年のシカゴ・トリビューン紙のインタビューで、マッキンタイアは「私達は最高の政治報道記事、論説、ニュース分析、社説などをまとめようとしている。コンテンツの急増はすさまじいものがある。私たちがやろうとしていることの一部は、ネットの検索に何時間もかけられない人々のために、それを明確でシンプルな方法で抽出することだ」と語った。2009年、リチャード・デイビスはRealClearPoliticsを「保守派のパンテオンにある」ウェブログと評した。 
2008年の米国大統領選挙中に、ウォール・ストリート・ジャーナルはRealClearPoliticsを「超党派」と繰り返し呼んだ。ニューヨークタイムズ紙もまた、同紙の報道の中でサイトを「超党派」と呼んだ。 
2012〜2013年版の学術テキスト『Cengage Advantage Books：American Government and Politics Today, Brief Edition』は、このサイトが保守派によって運営されており、「複数のメディアソースからの意見の断片」が含まれていると記載されている。 
デイリー・ビーストの2019年10月の記事では、Real Clear Mediaが「極右のミームとイスラム嫌いの中傷」のFacebookページを管理していると報じた。Real Clear Mediaの最高技術責任者であるAnand Ramanujanは、ソーシャルメディア、特にFacebookから政治的なウェブサイトへのトラフィックの流れを理解するための取り組みの一環として、同社がFacebookページと関連したWebサイトを作成したと回答した。 

## 所有
Forbes Media LLCは、2007年にこのサイトの51％の株式を購入した。2015年5月19日、RealClearInvestorsとCrest MediaがForbesの保有株を非公開の金額で購入したことが発表された。 
RealClearPoliticsは、「RealClearMarkets」、「RealClearWorld」および「RealClearSports」も所有している。RealClearMarketsおよびRealClearSportsは2007年11月に開設され、国際的なニュースと政治のサイトRealClearWorldは2008年8月に開設された。その他にも同サイトは「RealClearScience」と「RealClearReligion」（2010年10月開設）、「RealClearHistory」（2012年開設）、軍事、諜報、退役軍人の問題を扱う「RealClearDefense」（2013年開設）を所有している。2016年、 調査報道に焦点を当てた「RealClearInvestigations」が開設された。 

## オリジナルコンテンツ
RealClearPoliticsは、外部コンテンツへのリンクに加えて、Carl Cannon、Scott Conroy、 Erin McPike 、Caitlin Huey-Burns、Alexis Simendinger、James Arkin、Sean Trendeなどのサイトスタッフによる独自の解説とレポートも提供している。 

## 世論調査の平均化
RealClearPoliticsは、大統領選および議会選の世論調査をRealClearPolitics averageと呼ばれる平均値に集約しており、この平均値はマスコミ各社から広く引用されている。しかし、統計学者の中には複数の世論調査の結果を平均化するのは誤解を招く場合があると言う人もいる。競合サイト「ファイブサーティエイト」のネイト・シルバーがRealClearPolitics.comがジョン・マケイン上院議員や他の共和党員に有利になるように平均値を操作していると主張した際に、マッキンタイアは「我々はビジネスを運営している。党派的な目的のためにそれを悪用することに関心はない」と述べ、保守的な傾向を否定した。シルバーは後にその主張から手を引き、2つのサイトは友好的なライバル関係にあり、お互いが渋々ながら尊敬しあっていると述べた。 
2016年、共和党は最終的なRealClearPoliticsの平均よりも1.7％良いパフォーマンスを示し、2014年にはサイトの平均よりも3.3％良いパフォーマンスを示した。2016年の大統領選挙において、最終的なRealClearPoliticsの平均マージンは民主党候補のヒラリー・クリントンの一般投票のパフォーマンスを1.3％過大評価していた。RealClearPoliticsによって作成された最終的な選挙人団の予測マップは、彼女が選挙人票を272票獲得して僅差で当選すると予測した。しかし、彼女は一般投票で勝ったにもかかわらず、共和党候補のドナルド・トランプに敗れた。ただし、このサイトでは、2018年の中間選挙での民主党の票を1ポイント強過小評価していた。 